# تانغ مين
تانغ مين هي لاعب كرة مضرب صينية، ولدت في 26 يناير 1971.

## وصلات خارجية
- تانغ مين على موقع رابطة محترفات التنس (الإنجليزية)
- تانغ مين على موقع الاتحاد الدولي لكرة المضرب (الإنجليزية)
- تانغ مين على موقع كأس بيلي جين كينغ (الإنجليزية)
- تانغ مين على موقع خلاصة التنس.كوم (الإنجليزية)
- تانغ مين على موقع أوليمبيديا (الإنجليزية)